# Partula auriculata
Partula auriculata foi uma espécie de gastrópodes da família Partulidae.
Foi endémica da Polinésia Francesa.